# Alejandra Fernández
María Alejandra Fernández (Carcarañá, 25 gennaio 1976) è un'ex cestista argentina.

## Carriera
Con l'Argentina ha disputato tre edizioni dei Campionati mondiali (1998, 2002, 2006) e quattro dei Campionati americani (1999, 2003, 2005, 2007).